# Henri Meilhac

Henri Meilhac, porträtiert von Elie Delaunay (1885)

Henri Meilhac  (* 21. Februar 1831 in Paris; † 6. Juli 1897 ebenda) war ein französischer Bühnendichter und Librettist.

## Leben
Henri Meilhac besuchte das Lycée Louis-le-Grand, beschäftigte sich dann mehrere Jahre mit Zeichnen (als Mitarbeiter des Journal pour rire) und brachte 1855 seine ersten zwei Stücke auf die Bühne, die zwar keinen äußeren Erfolg hatten, aber doch von den Kritikern als Proben eines nicht unbedeutenden Erfindungstalents anerkannt wurden, das sich denn auch bald Bahn brach. Seit 1888 gehörte er als Mitglied der Académie française an.

## Werke
- L’autographe (1858)
- Le petit-fils de Mascarille (1859)
- Ce qui plait aux hommes (mit Ludovic Halévy, 1860)
- La vertu de Célimène (1861)
- L’attaché d’ambassade (1861), diente als Librettobasis für die Operette Die lustige Witwe;
- Les moulins à vent (1862)
- La belle Hélène (mit Ludovic Halévy, Operette mit Musik von Jacques Offenbach, 1864)
- Barbe-bleue (mit Ludovic Halévy, Operette mit Musik von Jacques Offenbach, 1866)
- La vie parisienne (mit Ludovic Halévy, Operette mit Musik von Jacques Offenbach, 1866)
- La Grande-Duchesse de Gérolstein (mit Ludovic Halévy, Operette mit Musik von Jacques Offenbach, 1867)
- Le château à Toto
- La Périchole (mit Ludovic Halévy, Operette mit Musik von Jacques Offenbach, 1868)
- Le bouquet (1868)
- Suzanne et les deux vieillards (1868)
- Frou-frou (sein Hauptwerk, 1869)
- Les brigands (mit Halévy, Operette mit Musik von Jacques Offenbach, 1869)
- Tricoche et Cacolet (1872)
- La boule (1875);
- Carmen (mit Ludovic Halévy, Oper mit Musik von Georges Bizet, nach der gleichnamigen Novelle von Prosper Mérimée, 1875)
- Le mari de la débutante (1879)
- Manon (mit Philippe Gille, Oper von Jules Massenet, 1884)